# (7674) Kasuga
(7674) Kasuga (1995 VO1) – planetoida z pasa głównego asteroid okrążająca Słońce w ciągu 4,97 lat w średniej odległości 2,91 j.a. Odkryta 15 listopada 1995 roku.